# جوزف جان تالبوت هابز
جوزف جان تالبوت هابز (انگلیسی: Talbot Hobbs; ۲۴ اوت ۱۸۶۴ – ۲۱ آوریل ۱۹۳۸) فرمانده نظامی اهل استرالیا بود. وی برندهٔ جوایزی همچون نشان حمام شده‌است.